# Episodi di Knokke Off (prima stagione)
La prima stagione della serie televisiva Knokke Off, composta da 10 episodi, è stata trasmessa in Belgio dal 12 maggio al 30 giugno 2023 e pubblicata nel resto del mondo da Netflix il 7 dicembre 2023.
| nº | Titolo originale              | Titolo italiano              | Data di uscita in Belgio (VRT MAX) | Pubblicazione   | Durata  |
| -- | ----------------------------- | ---------------------------- | ---------------------------------- | --------------- | ------- |
| 1  | Welcome to Knokke, bitch!     | Benvenuto a Knokke, stronzo! | 12 maggio 2023                     | 7 dicembre 2023 | 36 min. |
| 2  | Wil je ook eens proeven?      | Vuoi assaggiare?             | 12 maggio 2023                     | 7 dicembre 2023 | 36 min. |
| 3  | Wie bij de hond slaapt        | Chi va con lo zoppo...       | 12 maggio 2023                     | 7 dicembre 2023 | 34 min. |
| 4  | Ik heb een fucking goed idee! | Ho una grande idea           | 19 maggio 2023                     | 7 dicembre 2023 | 34 min. |
| 5  | Home sweet home               | Casa dolce casa              | 19 maggio 2023                     | 7 dicembre 2023 | 34 min. |
| 6  | Ik ruik naar seks             | Odoro di sesso               | 2 giugno 2023                      | 7 dicembre 2023 | 35 min. |
| 7  | The big bad wolf              | Il lupo cattivo              | 9 giugno 2023                      | 7 dicembre 2023 | 38 min. |
| 8  | Da's tenminste een brave      | Almeno lei è una seria       | 16 giugno 2023                     | 7 dicembre 2023 | 36 min. |
| 9  | Ze weten het                  | Lo sanno                     | 23 giugno 2023                     | 7 dicembre 2023 | 35 min. |
| 10 | Op de liefde?                 | All'amore                    | 30 giugno 2023                     | 7 dicembre 2023 | 31 min. |